# برة بنت سفيان
برة بنت سفيان السلمية أخت أبي الأعور السلمي. تزوجها الحارث بن طلحة، وقتل عنها يوم أحد كافـرا، فتزوجها عبدالله بن عمر، وولدت له عبد الله وصفية.